# Агеш
Агеш (рум. Agăș) — село у повіті Бакеу в Румунії. Входить до складу комуни Агеш.
Село розташоване на відстані 227 км на північ від Бухареста, 54 км на захід від Бакеу, 127 км на південний захід від Ясс, 103 км на північний схід від Брашова.

## Населення
За даними перепису населення 2002 року у селі проживали 1273 особи, з них 1271 особа (99,8%) румунів. Рідною мовою 1271 особа (99,8%) назвала румунську.